# Estación Central de Oslo
La Estación Central de Oslo (en noruego: Oslo sentralstasjon, conocida como Oslo S) es la principal estación de ferrocarril de Oslo (Noruega). Es el término de las líneas ferroviarias de Drammen, Gardermoen, Gjøvik, Hoved y Østfold. Cuenta con servicios ferroviarios regionales y locales por cuatro empresas. La estación de tren se inauguró en 1987 y es propiedad de y está operada por la Administración Nacional de Ferrocarril de Noruega (en noruego: Jernbaneverket).
La estación Central fue construida en el sitio de la antigua Estación de Oslo Este (Oslo Østbanestasjon), conocida históricamente como Oslo Ø y construida en 1854. La combinación de las antiguas estaciones oriental y occidental se hizo posible gracias a la apertura del túnel de Oslo. Oslo S tiene diecinueve vías, trece de las cuales tienen conexiones a través del túnel de Oslo. La estación cuenta con dos edificios: el edificio original de Oslo Oriental y el edificio principal más reciente de Oslo Central. Cada edificio alberga un gran centro comercial. La plaza frente a la estación se llama Jernbanetorget.

## Servicios
El horario de apertura habitual (excepto días festivos) es el siguiente.
- Estación Central de Oslo S / Oslo: 03:45 - 01:30
- Tiendas y restaurantes: Shopping Oslo S está abierto de 09:00 a 21:00.

La Estación Central de Oslo S tiene almacenes que están disponibles entre las 04:30 - 01:10. Hay la opción de guardar objetos en una taquilla durante una hora, pero no se puede acceder a las taquillas cuando la estación está cerrada. El pago puede hacerse con Visa, Mastercard o en efectivo. 
La consigna de equipaje se puede recoger en la oficina de Consigna de Equipaje (en los armarios y en el almacén). Para encontrar la ubicación, se debe buscar "Revelar" en el mapa y el icono de la maleta.
La consigna de equipaje para la estación central de Oslo S está abierta de lunes a viernes de 08:00 a 16:45. Está cerrada los sábados, domingos y días festivos. La ubicación de la oficina se puede encontrar en el mapa buscando la palabra "Hittegods" y el icono de la maleta con un signo de interrogación. 
Ascensores y acceso para discapacitados: los ascensores están marcados en el mapa de Oslo, pero no todos. Hay muchos ascensores y caminar con un andador, maletas o silla debería ser bastante fácil. Los camiones para maletas se pueden encontrar alrededor de la estación. Las tiendas contratarán si necesita indicaciones para llegar al ascensor más cercano.